# 지진광
지진광(地震光, 영어: earthquake light)은 지각 변동, 지체 응력 또는 화산 활동이 일어나는 곳 또는 그 부근의 하늘에서 나타난다고 보고되는 특이한 빛이다.

## 형상
지진광은 지진이 발생하는 경우에 나타난다고 보고된다, 그러나 1975 칼라파나 지진과 같이 지진이 일어나기 전에 나타났다는 보고도 있다. 지진광은 오로라의 모양과 비슷하며 색깔도 흰색에서 푸른 색상이지만, 때때로 지진광은 더 넓은 컬러 스펙트럼을 가진다고 보고 된다. 광도가 몇 초정도 눈에 보이게 유지된다. 그러나 몇 십분까지도 유지된다고 보고 된다. 지진광을 볼 수 있는 진원지로부터 거리는 다양하다: 1930년의 이두(Idu) 지진때 보고되었던 빛은 진원지에서 최대 110km까지 관측 되었다. 2008년 쓰촨 대지진의 진원지에서 약 400킬로미터 떨어진 톈수이 시에서 반복적으로 관측되었다. 2007년 페루 지진 때 바다 위 하늘에서 보인 빛은 많은 사람들에게 촬영되었다. 이 현상은 2009년 라퀼라 지진과 2010년 칠레 지진에서 관측되고 촬영되었다. 비디오 영상이 2011년 9월 일본 사쿠라지마섬의 화산 폭발때 기록되었다. 1888년 1월 뉴질랜드에서 발생한 아무리(Amuri) 지진때도 지진광이 보고되었다. 지진광은 1월 아침에 리프턴(Reefton)에서 보였고, 그리고 다시 9월 8일에 다시 관측됐다.
최근에는 캘리포니아의 소노마 카운티에서 지진광이 관측되었고 영상도 찍혔다.
지진광의 출현은 일반적으로 릭터 규모 5 이상의 강한 지진에서 일어나는 것으로 보인다.
또한 지진이 일어나기 전에 노란색,공 모양의 빛이 나타나는 경우도 있었다.

## 가설 및 모델
연구 지진광에 대한 연구는 진행 중이며, 여러 가지 메커니즘이 제안되었다.
가장 최근의 모델에 따르면 지진광은 지진이 일어날때 깅한 응력에 의해 암석에 존재하는 퍼옥시 결합이 파괴되며 산소가 산소 음이온으로 이온화되는 과정과 관련이 있다. 이온화 후에 이온들은 암석에 존재하는 결함들을 따라 위로 움직인다. 이 이온들이 대기에 도달하면 작은 공기 덩어리를 이온화 시키는데 이것이 플라즈마를 만들어 빛이 방출된다. 실험실에서 특정 종류의 암석들은 강한 응력에 노출되면 그들이 가지는 산소를 이온화 시킨다는 것이 실험으로 검증 되었다. 연구결과는 단층의 각도와 지진광의 발생과 관련이 있다는 것을 제안하는데, 수직에 가까운 단층에서 지진광이 가장 자주 나타난다.
또다른 설명은 석영이 포함된 암석들의 지각운동이 압전에 의해 강렬한 전기장이 만든 다는 것이다.
또 다른 설명은 지각변동이 일어나는 지역의 지구자기장 및 전리층의 국지적인 붕괴가 낮은 고도에서 전리층 복사 재결합과 높은 대기압에 의한 빛 또는 오로라를 만든다는 것이다. 그러나 아직 그 효과들이 확연하게 드러나거나 관측되지 않아서 실험적으로 증명되지 않았다.
2014년 3월 미국 물리학회모임에서 지진이 일어날 때 밝은 빛이 생기는 이유를 설명 할 수도 있는 연구가 제공되었다. 연구는 두 개의 동일한 물질로 이루어진 층들이 비빌 때 전압이 발생한다고 했다. 연구를 수행한 럿거스 대학의 교수 트로이 Shinbrot은 그의 실험실에서 다양한 알갱이들을 지진이 일어날때의 지각으로 하여 실험을 수행했다. "알갱이 부서질때 전압 스파이크가 측정되었다." 균열은 전압이 공기 중으로 방전되게하고 이는 공기를 대전시키며 밝은 빛을 만든다. 제공되는 연구에 따르면, 그들이 실험한 모든 물질에서 이런 전압 스파이크가 측정되었다. 이런 현상에 대한 이유를 실험에서 도출할 수 없었고 shinbrot교수는 마찰발광이라고 하는 현상을 언급했다. 연구자들은 이 현상을 더욱 깊이 이해하여 지질학자들이 지진을 예측하는 데 도움을 주리라 희망한다.

## 같이 보기
- 구상번개